# Altnau
Altnau é uma comuna da Suíça, no Cantão Turgóvia, com cerca de 1.932 habitantes. Estende-se por uma área de 6,67 km², de densidade populacional de 290 hab/km². Confina com as seguintes comunas: Güttingen, Hagnau am Bodensee (DE-BW), Langrickenbach, Münsterlingen, Stetten (DE-BW).
A língua oficial nesta comuna é o Alemão.